# Línea 527 (Interurbanos Madrid)
La línea 527 de la red de autobuses interurbanos de Madrid une Móstoles con Fuenlabrada. 

## Características
Esta línea une Móstoles con el barrio de Loranca, en Fuenlabrada, en aproximadamente 25 minutos. Además presta servicio al barrio fuenlabreño de Parque Miraflores. 
La línea mantiene los mismos horarios todo el año (exceptuando las vísperas de festivo y festivos de Navidad). 
Está operada por Arriva Madrid mediante la concesión administrativa VCM-501 - Madrid – Batres (Viajeros Comunidad de Madrid) del Consorcio Regional de Transportes de Madrid.

## Horarios
| Todos los días         |                        |                        |                        |                        |                        |                        |                        |                        |                        |                        |                        |                        |                        |                        |                        |                        |                        |                        |                        |                        |                        |                        |                        |                        |                        |                        |                        |                        |                        |                        |                        |                        |                        |                        |                        |
| Móstoles > Fuenlabrada | Móstoles > Fuenlabrada | Móstoles > Fuenlabrada | Móstoles > Fuenlabrada | Móstoles > Fuenlabrada | Móstoles > Fuenlabrada | Móstoles > Fuenlabrada | Móstoles > Fuenlabrada | Móstoles > Fuenlabrada | Móstoles > Fuenlabrada | Móstoles > Fuenlabrada | Móstoles > Fuenlabrada | Móstoles > Fuenlabrada | Móstoles > Fuenlabrada | Móstoles > Fuenlabrada | Móstoles > Fuenlabrada | Móstoles > Fuenlabrada | Móstoles > Fuenlabrada | Fuenlabrada > Móstoles | Fuenlabrada > Móstoles | Fuenlabrada > Móstoles | Fuenlabrada > Móstoles | Fuenlabrada > Móstoles | Fuenlabrada > Móstoles | Fuenlabrada > Móstoles | Fuenlabrada > Móstoles | Fuenlabrada > Móstoles | Fuenlabrada > Móstoles | Fuenlabrada > Móstoles | Fuenlabrada > Móstoles | Fuenlabrada > Móstoles | Fuenlabrada > Móstoles | Fuenlabrada > Móstoles | Fuenlabrada > Móstoles | Fuenlabrada > Móstoles | Fuenlabrada > Móstoles |
| 06                     | 07                     | 08                     | 09                     | 10                     | 11                     | 12                     | 13                     | 14                     | 15                     | 16                     | 17                     | 18                     | 19                     | 20                     | 21                     | 22                     | 23                     | 06                     | 07                     | 08                     | 09                     | 10                     | 11                     | 12                     | 13                     | 14                     | 15                     | 16                     | 17                     | 18                     | 19                     | 20                     | 21                     | 22                     | 23                     |
| 30                     | 30                     | 30                     | 40                     | 50                     | 50                     | 50                     | 50                     | 50                     |                        | 00                     | 10                     | 20                     | 30                     | 30                     | 30                     | 30                     | 30                     | 00                     | 00                     | 00                     | 00                     | 20                     | 20                     | 20                     | 20                     | 20                     | 30                     | 40                     | 40                     | 50                     |                        | 00                     | 00                     | 00                     | 00                     |

## Recorrido y paradas

### Sentido Fuenlabrada
| Código | Zona | Localidad   | Denominación                               | Líneas de la parada | Metro / Cercanías |
| ------ | ---- | ----------- | ------------------------------------------ | ------------------- | ----------------- |
| 08604  |      | Móstoles    | P.º Goya - Av. Portugal                    | 526 527             | Móstoles Central  |
| 08607  |      | Móstoles    | Canarias - Biblioteca                      | 526 527             |                   |
| 08585  |      | Móstoles    | Simón Hernández - Cartaya                  | 526 527             |                   |
| 08558  |      | Móstoles    | Simón Hernández - Las Palmas               | 526 527             |                   |
| 08590  |      | Móstoles    | Simón Hernández - Av. Felipe II            | 526 527             |                   |
| 08591  |      | Móstoles    | Simón Hernández - Av. Carlos V             | 526 527             |                   |
| 08569  |      | Fuenlabrada | Simón Hernández - Pol. Ind. Fuensanta      | 526 527             |                   |
| 11137  |      | Fuenlabrada | Ctra. M506 - Pol. Ind. Fuensanta           | 526 527             |                   |
| 08179  |      | Fuenlabrada | Ctra. M506 - Pol. Ind. Callfersa           | 493 527 1 5         |                   |
| 08181  |      | Fuenlabrada | Av. Pablo Iglesias - Posito                | 493 527 1 5         |                   |
| 12426  |      | Fuenlabrada | Av. Pablo Iglesias - Alba                  | 493 527 1 5         |                   |
| 11676  |      | Fuenlabrada | Av. Pablo Iglesias - Encuentro             | 493 527 1 5         |                   |
| 11678  |      | Fuenlabrada | Av. Pablo Iglesias - María Moliner         | 493 527 1 5         |                   |
| 11680  |      | Fuenlabrada | Av. Pablo Iglesias - Federica Montseny     | 493 527 1 5         | Loranca           |
| 12424  |      | Fuenlabrada | Av. Pablo Iglesias - Gabriela Mistral      | 493 527             |                   |
| 08182  |      | Fuenlabrada | Av. Nuevo Versalles - Urb. Nuevo Versalles | 493 527 1 5         |                   |

### Sentido Móstoles
| Código | Zona | Localidad   | Denominación                                  | Líneas de la parada | Metro / Cercanías |
| ------ | ---- | ----------- | --------------------------------------------- | ------------------- | ----------------- |
| 12423  |      | Fuenlabrada | Clara Campoamor - Ana Frank                   | 493 527 1 4 5       |                   |
| 11682  |      | Fuenlabrada | Av. Pablo Iglesias - Gabriela Mistral         | 493 527 1 4         |                   |
| 11681  |      | Fuenlabrada | Av. Pablo Iglesias - Dolores Ibárruri         | 493 527 1 4         | Loranca           |
| 11679  |      | Fuenlabrada | Av. Pablo Iglesias - Alegría                  | 493 527 1 4         |                   |
| 11677  |      | Fuenlabrada | Av. Pablo Iglesias - Encuentro                | 493 527 1 4         |                   |
| 12425  |      | Fuenlabrada | Av. Pablo Iglesias - Av. Libertad             | 493 527 1 4         |                   |
| 11675  |      | Fuenlabrada | Av. Pablo Iglesias - Dolores Ibárruri         | 527 1 4             |                   |
| 08180  |      | Fuenlabrada | Ctra. M506 - Urb. Parque Miraflores           | 526 527 1 5         |                   |
| 08568  |      | Móstoles    | Ctra. Fuenlabrada - Pol. Ind. Prado Regordoño | 526 527             |                   |
| 08562  |      | Móstoles    | Simón Hernández - Av. Carlos V                | 526 527             |                   |
| 08561  |      | Móstoles    | Simón Hernández - Av. Felipe II               | 526 527             |                   |
| 10876  |      | Móstoles    | Simón Hernández - Las Palmas                  | 520 521 526 527     |                   |
| 08559  |      | Móstoles    | Simón Hernández - Mariblanca                  | 520 521 526 527     |                   |
| 09704  |      | Móstoles    | Canarias - Luis Jimenez de Asúa               | 519 526 527         |                   |
| 08605  |      | Móstoles    | Av. Portugal - Est. Móstoles Central          | 526 527 1 4         | Móstoles Central  |